# Leubringhen
Leubringhen is een gemeente in het Franse departement Pas-de-Calais (regio Hauts-de-France) en telt 257 inwoners (1999). De plaats maakt deel uit van het arrondissement Boulogne-sur-Mer.

## Geografie
De oppervlakte van Leubringhen bedraagt 8,0 km², de bevolkingsdichtheid is 32,1 inwoners per km².
De onderstaande kaart toont de ligging van Leubringhen met de belangrijkste infrastructuur en aangrenzende gemeenten.

## Demografie
Onderstaande figuur toont het verloop van het inwonertal (bron: INSEE-tellingen).